# Rancho San Miguel
Rancho San Miguel är en ort i Mexiko, tillhörande kommunen Chalco i delstaten Mexiko. Rancho San Miguel ligger i den centrala delen av landet och tillhör Mexico Citys storstadsområde. Orten hade 327 invånare vid folkräkningen 2010.